# خط کاراسویاما
خط کاراسویاما (به ژاپنی: 烏山線, Karasuyama-sen) یکی از خطوط قطار شرکت راه‌آهن شرق ژاپن است. این خط ایستگاه هوشاکوجی در استان توچیگی را به ایستگاه کاراسویاما در همان استان متصل می‌کند. در حال حاضر مسیر اصلی دارای ۸ ایستگاه می‌باشد.